# گرمای روح
«گرمای روح» (به انگلیسی: Warmness on the Soul) نام اولین ترانه از اولین آلبوم استدیویی گروه هوی متال آمریکایی اونجد سون‌فولد است. سبک اصلی این آهنگ هارد راک بود که گیتار بیس آن توسط زکی ونجنس نواخته شد اما چندی بعد ورژن هوی متال این آهنگ منتشر شد که گیتار بیس آن توسط سینیستر گیتس انجام شد. پیانو استفاده شده در این آهنگ توسط خواننده آهنگ ام. شدوز نواخته شد. موزیک ویدیو این کار در سال ۲۰۰۱ ساخته و پخش شد.

## ترک لیست
| شماره      | نام                                                  | نویسنده(ها)     | مدت   |
| ---------- | ---------------------------------------------------- | --------------- | ----- |
| ۱.         | «گرمای روح (ورژن آلبوم)»                             | ام. شدوز        | ۴:۲۰  |
| ۲.         | «تاریکی اطراف»                                       | د ریو           | ۴:۵۰  |
| ۳.         | «ما در شب می‌آییم»                                    | د ریو، ام. شدوز | ۴:۴۵  |
| ۴.         | «برای پایان دادن به ظهور (ورژن هوی متال گرمای روح)*» | ام. شدوز        | ۱:۲۰  |
| ۵.         | «گرمای روح موزیک ویدیو)»                             | ام. شدوز        | ۴:۴۶  |
| مجموع مدت: | مجموع مدت:                                           | مجموع مدت:      | ۲۰:۰۱ |